# Tour de Castille-et-León 2018
Le Tour de Castille-et-León 2018 est la 33e édition de cette course cycliste sur route masculine. Il a eu lieu du 20 au 22 avril 2018. Il fait partie du calendrier UCI Europe Tour 2018 en catégorie 2.1.

## Équipes
| WorldTeam- Movistar Team Équipes continentales professionnelles (7)- Caja Rural-Seguros RGA - Euskadi Basque Country-Murias - Burgos-BH - Delko-Marseille Provence-KTM - Israel Cycling Academy - Rally Cycling - Manzana Postobón Équipes continentales (9)- Fundación Euskadi - Efapel - Sporting-Tavira - W52-FC Porto - Liberty Seguros-Carglass - Medellín-Éxito - Inteja Dominican Cycling Team - Interpro Stradalli - Lokosphinx |
| |

## Étapes
| Étape     | Date    | Villes étapes               | type                      | Distance (km) | Vainqueur d'étape | Leader du classement général |
| --------- | ------- | --------------------------- | ------------------------- | ------------- | ----------------- | ---------------------------- |
| 1re étape | 20 avr. | Alba de Tormes – Salamanque | étape vallonnée           | 187,4         | Carlos Barbero    | Carlos Barbero               |
| 2e étape  | 21 avr. | Valladolid – Palencia       | étape de plaine           | 183,3         | Mihkel Räim       | Carlos Barbero               |
| 3e étape  | 22 avr. | Ségovie – Ávila             | étape de moyenne montagne | 170,6         | Rubén Plaza       | Rubén Plaza                  |

## Classement final
| \| Classement général \| Classement général \| Classement général \| Classement général \| Classement général \| \| Coureur \| Coureur \| Pays \| Équipe \| Temps \| \| ------------------ \| -------------------- \| ------------------ \| ---------------------- \| ------------------ \| \| 1er \| Rubén Plaza \| Espagne \| Israel Cycling Academy \| 12 h 51 min 07 s \| \| 2e \| Carlos Barbero \| Espagne \| Movistar Team \| + 35 s \| \| 3e \| Eduard Prades \| Espagne \| Euskadi-Murias \| + 42 s \| \| 4e \| Colin Joyce \| États-Unis \| Rally Cycling \| + 55 s \| \| 5e \| Diego Rubio \| Espagne \| Burgos-BH \| + 55 s \| \| 6e \| Mario González Salas \| Espagne \| Sporting-Tavira \| + 55 s \| \| 7e \| Dmitri Strakhov \| Russie \| Lokosphinx \| + 56 s \| \| 8e \| Daniel Mestre \| Portugal \| Efapel \| + 57 s \| \| 9e \| Sergio Higuita \| Colombie \| Manzana Postobón \| + 1 min 00 s \| \| 10e \| Alex Aranburu \| Espagne \| Caja Rural-Seguros RGA \| + 1 min 00 s \| |                      |            |                        |                  |
| |                      |            |                        |                  |
| Source : ProCyclingStats |                      |            |                        |                  |
| Classement général |                      |            |                        |                  |
| Coureur | Coureur              | Pays       | Équipe                 | Temps            |
| 1er | Rubén Plaza          | Espagne    | Israel Cycling Academy | 12 h 51 min 07 s |
| 2e | Carlos Barbero       | Espagne    | Movistar Team          | + 35 s           |
| 3e | Eduard Prades        | Espagne    | Euskadi-Murias         | + 42 s           |
| 4e | Colin Joyce          | États-Unis | Rally Cycling          | + 55 s           |
| 5e | Diego Rubio          | Espagne    | Burgos-BH              | + 55 s           |
| 6e | Mario González Salas | Espagne    | Sporting-Tavira        | + 55 s           |
| 7e | Dmitri Strakhov      | Russie     | Lokosphinx             | + 56 s           |
| 8e | Daniel Mestre        | Portugal   | Efapel                 | + 57 s           |
| 9e | Sergio Higuita       | Colombie   | Manzana Postobón       | + 1 min 00 s     |
| 10e | Alex Aranburu        | Espagne    | Caja Rural-Seguros RGA | + 1 min 00 s     |